# تیگران کلکیان

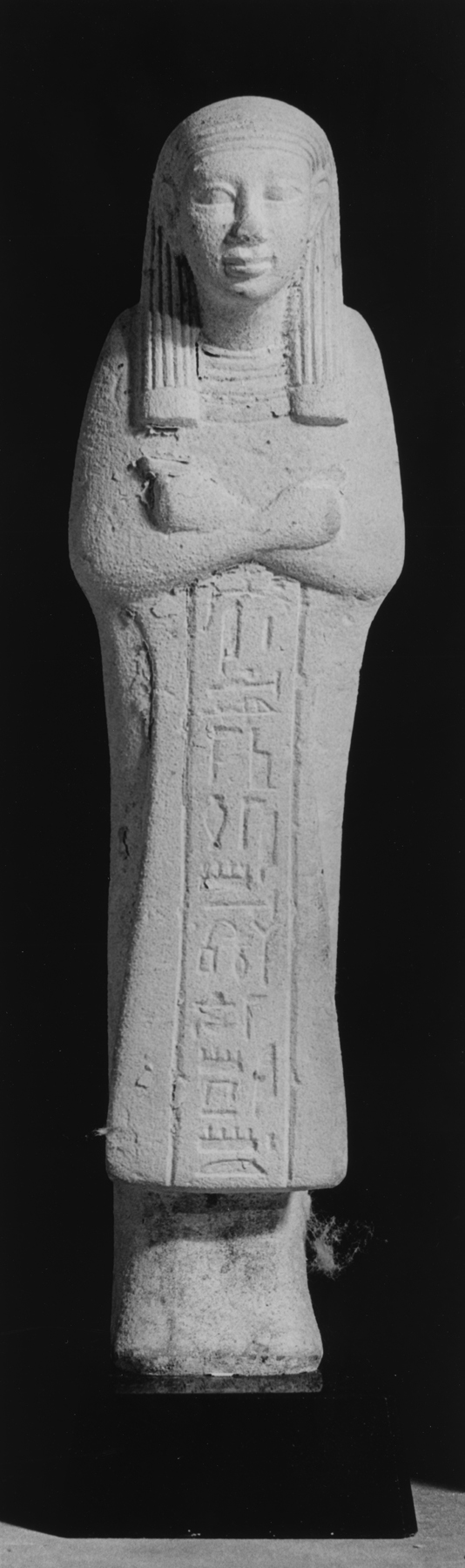

تیگران کاراپتی کلکیان (ارمنی: Տիգրան Կարապետի Քելեկյան؛ ۱۹ ژانویهٔ ۱۸۶۸ – ۳۰ ژانویهٔ ۱۹۵۱) یک کلکسیونر و دلال هنری ارمنی‌تبار اهل ایالات متحده آمریکا بود.